# Карл Роджерс
Карл Роджерс (англ. Carl Ransom Rogers; 8 січня, 1902 — 4 лютого, 1987) був впливовим американським психологом і одним з засновників гуманістичної психології. Роджерс вважається одним з засновників психологічних досліджень і за свої піонерські дослідження отримав відзнаку «За видатний внесок у науку» від Американської психологічної асоціації у 1956.
У феноменологічному напрямку психології особистості, розробленому Карлом Роджерсом, центральне місце займає положення, що поведінку людини можна зрозуміти тільки в термінах її суб'єктивних переживань. Також йдеться про те, що люди здатні будувати свою долю і по своїй суті є цілеспрямованими, заслуговують довіри й самоудосконалюються. Роджерс є головним розробником орієнтованої на особистість психотерапії, що отримала назву «клієнт-центрована терапія».
З погляду сприйняття людини, є суб'єктивна реальність — особистий світ переживань людини. Центральне місце в цьому світі належить Я-концепції. Елементами, що визначають розвиток Я-концепції, є потреба в позитивній увазі, умови цінності й безумовна позитивна увага. Роджерс стверджував, що здебільшого люди поводяться згідно зі своєю Я-концепцією. Загроза виникає, якщо людина відчуває невідповідність між нею і загальним організмічним переживанням, і тоді вона намагається захистити цілісність Я через перекручування або заперечення сприйняття.
Роджерс приділяє важливе місце відкритості переживання (здатності людини переживати те, що відбувається у неї всередині, без почуття загрози), організмічній довірі (здатності покладатися на внутрішні переживання і почуття як на основу для прийняття важливих рішень), емпіричній волі (суб'єктивному почуттю того, що можна жити саме так, як хочеш). Також серед характеристик повноцінно функціонуючої людини — креативність, тобто творча здатність, здатність продукувати нові ідеї, результати та способи розв'язання проблем.
На честь науковця названо астероїд 17184 Карлроджерс.

## Біографія
Карл Ренсон Роджерс народився у 1902 році в Оук-парку (передмістя Чикаго), штат Іллінойс. У юнацтві Роджерс виявив цікавість до природи й посів наукову позицію в заняттях сільським господарством, роблячи докладні записи своїх спостережень за рослинами й тваринами.
У 1919-му він вступив до Вісконсинського університету, сімейної alma mater, де предметом вивчення вибрав наукове землеробство. Однак на другому курсі він активно зайнявся релігійною діяльністю і відвідував студентську релігійну конференцію. Потім він вирішив готуватися до пасторської діяльності. 1922 році з-посеред десяти американських студентів коледжу його обрали для поїздки на конференцію Всесвітньої студентської федерації в Пекіні.
Однак його погляди в результаті поїздки на Схід зазнали змін. Дедалі більше його увагу привертала психологія. Він почав розуміти, що його головної мети — допомагати людям, які потребують духовної підтримки, — можна досягти й поза церквою. Він також переконався, що робота психолога — цілком пристойне заняття, що може забезпечити гідне існування.
Роджерс захотів заочно пройти курс психології у Вісконсинському університеті. Цей курс ґрунтувався переважно на роботах Вільяма Джемса, які Роджерс, за його словами, вважав нуднуватими. Однак це не послабило його інтересу до психології й він закінчив своє навчання в Педагогічному коледжі Колумбійського університету.
Після закінчення університету Роджерс влаштувався на роботу клінічного психолога в Центр допомоги дітям у м. Рочестері (штат Нью-Йорк). Тут він працював 12 років. Його практична діяльність була імпровізаційною. Роджерс не входив до жодної психологічної школи.
У 1939 p., працюючи в Рочестері, К.Роджерс написав книгу «Клінічна робота з важкою дитиною». її появу зустріли досить схвально. У 1940 р. авторові запропонували посаду професора в університеті Огайо. Згодом він випустив книгу «Консультування і психотерапія», у якій докладно розглянув проблеми психотерапії.
У 1945 р. Роджерс заснував на базі Чиказького університету власний консультативний центр. Працюючи в ньому, К.Роджерс мав змогу спілкуватися з багатьма людьми, які зверталися до нього по допомогу з приводу своїх проблем. На посаді директора центру Роджерс працював до 1957 р.
У 1951 р. він опублікував книгу «Терапія, сфокусована на пацієнті», у якій визначив свої принципи. Його книгу розкритикували інші терапевти, які побачили в ній загрозу для офіційних методів психотерапії.
Найпопулярніша праця Роджерса — «Становлення особистості». Попри негативне ставлення колег, книга здобула широку популярність і забезпечила автору чималі гонорари. Тут його ідеї остаточно оформлюються.
З 1963 р. діяльність Роджерса була пов'язана з Центром вивчення особистості.
Карл Роджерс помер у 1987 р.